# Ортигоса, Габриэла
Габриэла Ортигоса (исп. Gabriela Ortigoza) (1 апреля 1962, Мехико, Мексика) — мексиканская писательница и сценаристка.

## Биография
Родилась 1 апреля 1962 года в Мехико. Пришла на телекомпанию Televisa и стала работать писательницей и сценаристкой, также писала телевизионные версии романов Инес Родена. Написала телевизионные версии сериалов: Дикая Роза, Просто Мария (1989-90), Просто Мария (2015-16), также написала романы Бумажная любовь и Станцуй со мной. Номинирована на премию TVyNovelas.

## Фильмография

### Избранные телесериалы

#### Оригинальные тексты
- 1992 - Tres son peor que una
- 1992 — Станцуй со мной
- 1993 — Бумажная любовь

#### Телевизионные версии
- 1987-88 — Дикая Роза
- 1989-90 - Carrusel
- 1989-90 — Просто Мария
- 1990 - Alcanzar una estrella
- 1994-95 - Agujetas de color de rosa
- 1995 — Мария Хосе
- 1997-98 - Без тебя
- 1998 - Camila
- 1999 — Ради твоей любви
- 2000-01 - Por un beso
- 2003 - Niña amada mía
- 2004-05 - Apuesta por un amor
- 2005 - Наперекор судьбе
- 2007 - Yo amo a Juan Querendón
- 2008-09 - Juro que te amo
- 2011 - Ni contigo ni sin ti
- 2012-13 - La mujer del Vendaval
- 2013-14 - Por siempre mi amor
- 2014-15 - Hasta el fin del mundo
- 2015-16 — Просто Мария
- 2017 - Mi adorable maldición
- 2017-18 - Без твоего взгляда
- 2022 - Мачеха